# 下関つくの温泉
下関つくの温泉（しものせきつくのおんせん）は、山口県下関市豊北町にある温泉。

## 泉質
単純温泉。「つくの」とは温泉地の地名「附野」に由来する。ここにはかつて湯ヶ崎鉱泉という源泉が海底から噴出し、それを汲み取って浴用に利用していた。現在の源泉は下関市豊田町にある一の俣温泉の「一の俣第3号泉」を使用している。

## 周辺環境
「ホテル西長門リゾート」にて入浴可能（日帰り入浴可）。2005年3月に響灘に面する大浴場と露天風呂を新設し、絶景を楽しめる温泉となった。付近には山口県を代表する観光スポットである角島大橋がある。

## アクセス
- JR新下関駅・阿川駅から無料送迎バスあり（要予約）
- ブルーライン交通バス停「ホテル西長門リゾート入口」下車
- 中国自動車道下関インターチェンジ下車、国道191号線を長門方面（約70分）